# Mistrzostwa Polski w Podnoszeniu Ciężarów Kobiet 2011
18. edycja mistrzostw Polski w podnoszeniu ciężarów kobiet odbyła się w dniach 29 września–1 października 2011 roku w Siedlcach.

## Wyniki
| Konkurencja: | Złoto:                                               | Wynik         | Srebro:                                     | Wynik        | Brąz:                                       | Wynik        |
| 48 kg        | Sylwia Lalik (Unia Hrubieszów)                       | 146 (62+84)   | Wioleta Jastrzębska (WLKS Siedlce)          | 146 (64+82)  | Agata Fus (Znicz Biłgoraj)                  | 137 (62+75)  |
| 53 kg        | Marzena Karpińska (Znicz Biłgoraj)                   | 183 (83+100)  | Agnieszka Zacharek (AKS Białogard)          | 153 (65+88)  | Malwina Chodor (Śląsk Wrocław)              | 152 (66+86)  |
| 58 kg        | Aleksandra Klejnowska-Krzywańska (Zawisza Bydgoszcz) | 208 (90+118)  | Joanna Łochowska (UKS Zielona Góra)         | 197 (88+109) | Agata Grzegorek (MAKS Tytan Oława)          | 168 (74+94)  |
| 63 kg        | Anna Leśniewska (Mazovia Ciechanów)                  | 202 (87+115)  | Dominika Misterska (WLKS Siedlce)           | 198 (89+109) | Marieta Gotfryd (MAKS Tytan Oława)          | 198 (93+105) |
| 69 kg        | Katarzyna Ostapska (MAKS Tytan Oława)                | 202 (87+115)  | Patrycja Piechowiak (Budowlani Nowy Tomyśl) | 189 (86+103) | Joanna Gryczka (WLKS Siedlce)               | 178 (81+97)  |
| 75 kg        | Ewa Mizdal (Unia Hrubieszów)                         | 228 (101+127) | Katarzyna Lisewska (WLKS Siedlce)           | 200 (91+109) | Milena Kruczyńska (UOLKA Ostrów Mazowiecka) | 186 (81+105) |
| +75 kg       | Sabina Bagińska (LKS Horyzont Mełno)                 | 220 (95+125)  | Sandra Spyra (AZS AJD Częstochowa)          | 203 (91+112) | Małgorzata Wiejak (Wisła Puławy)            | 194 (87+107) |